# Маме, Мисто
Мисто Маме (алб. Misto Mame; 1921, Гирокастра — 16 августа 1942, Тирана) — албанский партизан, участник Второй мировой войны. Народный герой Албании. Погиб в бою с итальянскими оккупантами.
Маме родился в семье этнического греческого купца. Он был активным участником антифашистских демонстраций и членом тиранского комитета Коммунистической партии Албании (Partia Komuniste e Shqipërisë). Он также был секретарем ЦК Коммунистической молодежи и командиром одной из коммунистических партизанских антифашистских организаций в Тиране.
Он был вовлечён в ряд партизанских действий, как, например, сжигание хранилища военного оружия фашистской Италии в Тиране. Пожар продолжался в течение 48 часов, повреждения оценивались в 5 млн албанских франков. Маме умер в 21 год в одном из районов Тираны, который до сих пор носит его имя. Он отчаянно сражался, хотя итальянские фашистские солдаты значительно превосходили его.
Один из самых больших деревообрабатывающих заводов в Албании, основанный в 1950 году, носит его имя.